# Vlkanová, Banská Bystrica
Vlkanová este o comună slovacă, aflată în districtul Banská Bystrica din regiunea Banská Bystrica, pe malul râului Hron. Localitatea se află la altitudinea de 320 m deasupra n.m., se întinde pe o suprafață de 7,78 km2 și în 2017 număra 1.320 de locuitori.

## Istoric
Localitatea Vlkanová este atestată documentar din 1294.

## Demografie
| An:                | 1994 | 2004    | 2014 | 2024   |
| ------------------ | ---- | ------- | ---- | ------ |
| Număr de persoane: | 815  | 1080    | 1296 | 1273   |
| Diferență:         |      | +32,51% | +20% | −1,77% |

| An:                | 2023 | 2024   |
| ------------------ | ---- | ------ |
| Număr de persoane: | 1276 | 1273   |
| Diferență:         |      | −0,23% |